# Weißvenentrüffel
Die Weißvenentrüffel (Leucophleps) sind eine trüffelähnliche Pilzgattung innerhalb der Familie der Schafporlingsverwandten (Albatrellaceae). Die Pilze haben glatte, weißliche bis gelbliche, trüffelartige Fruchtkörper. Die weißliche Gleba scheidet bei Verletzung eine Milch aus. Weißvenentrüffel haben mehr oder weniger rundliche, hyaline Sporen, die warzig, dornig oder stachelig ornamentiert und von einer gallertartigen Membran umgeben sind. Die Typusart der Gattung ist Leucophleps magnata.

## Merkmale

### Makroskopische Merkmale
Die weichen, unterirdisch im Boden wachsenden (hypogäisch) Fruchtkörper sind mehr oder weniger kugelig bis unregelmäßig gelappt und 1–5 cm hoch und breit. Die Gleba ist weiß und zeigt kleine labyrinthförmige, röhrige Kammern, die 0,25–0,50 mm breit und mit Sporen gefüllt sind, die in eine gallertartige Masse eingebettet sind. Bei einer Verletzung scheidet die Gleba eine weißliche Milch aus. Eine Columella ist nicht ausgebildet. (Eine Columella ist die sterile Mittelachse, die man im Inneren vieler Bauchpilze finden kann.) Das Peridium, so nennt man die äußere Hülle, ist gut entwickelt und ihre Oberfläche ist weißlich bis blass gelblich oder ockergelb bis braun gefärbt. Sie ist unterschiedlich dick und verfärbt sich durch Kalilauge rosa, weinrot oder lila. Die Fruchtkörper haben meist einen starken Geruch.

### Mikroskopische Merkmale
Die 10–22 µm langen wie breiten, hyalinen Sporen sind mehr oder weniger rundlich und haben keinen Apiculus. Die Oberfläche ist warzig bis stachelig und von einer äußeren, gelatinösen Membran umgeben. Die Sporen lassen sich nicht mit Jodreagenzien anfärben, sind also inamyloid. Die keuligen bis zylindrischen oder zusammengezogenen Basidien sind 30–60 µm lang und tragen zwei oder vier Sterigmen. Sie entstehen innerhalb der Gleba in einem unorganisierten Hymenium und lösen sich bei Reife auf. Das Hyphensystem ist monomitisch. Zystiden oder Schnallen kommen nicht vor. Der Ectomycorrhizapilz wächst unterirdisch im Boden oder in der Laub- oder Nadelstreu, in einigen Fällen können die Fruchtkörper auch etwas aus dem Boden herausschauen.

## Systematik
Die Gattung Leucophleps wurde 1899 vom amerikanischen Mykologen Harvey Willson Harkness definiert. Ein fakultatives Homonym ist Cremeogaster, ein Name der von Oreste Mattirolo geprägt wurde.
Etymologie„leucon“ bedeutet griechisch weiß und „phleps“ oder „phlebus“ bedeutet Vene, daher leitet sich auch er deutsche Name Weißvenentrüffel ab.

## Arten
Weltweit gibt es etwa 8–10 Arten, in Europa kommen nur Leucophleps aculeatispora, der Europäische Weißvenentrüffel und Leucophleps magnata  vor.